# Селезнёвка (Донецкая область)
Селезнёвка (укр. Селезнівка) — село в Николаевской городской общине Краматорского района Донецкой области Украины.
Население по переписи 2001 года составляет 219 человек. Площадь села составят 32,10 гектара. В селе имеется 104 дома с централизованным водоснабжением и газификацией.
До 2020 года село входило в состав Райгородокского поселкового совета.

## Местная власть
84150, Донецкая область, Краматорский район, г. Николаевка, пл. Энергетиков, 2/14. 